# Get Up (album de Bryan Adams)
Pour les articles homonymes, voir Get Up.
Albums de Bryan Adams
Tracks of My Years
(2014) Ultimate
(2017)
Get Up est le treizième album studio du chanteur de rock canadien Bryan Adams sorti en octobre 2015.

## Liste des titres
Toutes les chansons sont écrites et composées par Bryan Adams et Jim Vallance sauf mention.
| No  | Titre                                 | Auteur                                         | Durée |
| --- | ------------------------------------- | ---------------------------------------------- | ----- |
| 1.  | You Belong to Me                      |                                                | 2:29  |
| 2.  | Go Down Rockin'                       |                                                | 2:58  |
| 3.  | We Did It All                         |                                                | 3:25  |
| 4.  | That's Rock and Roll                  | - Bryan Adams - Jim Vallance - Phil Thornalley | 2:48  |
| 5.  | Don't Even Try                        |                                                | 2:25  |
| 6.  | Do What Ya Gotta Do                   | - Adams - Jeff Lynne                           | 2:14  |
| 7.  | Thunderbolt                           |                                                | 2:15  |
| 8.  | Yesterday Was Just a Dream            |                                                | 2:57  |
| 9.  | Brand New Day                         |                                                | 3:33  |
| 10. | Don't Even Try (version acoustique)   |                                                | 2:28  |
| 11. | We Did It All (version acoustique)    |                                                | 2:56  |
| 12. | You Belong to Me (version acoustique) |                                                | 2:31  |
| 13. | Brand New Day (version acoustique)    |                                                | 3:04  |

## Classements hebdomadaires
| Classement (2015)              | Meilleure place |
| ------------------------------ | --------------- |
| Allemagne (Media Control AG)   | 3               |
| Australie (ARIA)               | 6               |
| Autriche (Ö3 Austria Top 40)   | 4               |
| Belgique (Flandre Ultratop)    | 10              |
| Belgique (Wallonie Ultratop)   | 30              |
| Canada (Canadian Albums Chart) | 8               |
| Danemark (Tracklisten)         | 22              |
| Espagne (Promusicae)           | 24              |
| États-Unis (Billboard 200)     | 99              |
| France (SNEP)                  | 187             |
| Irlande (IRMA)                 | 20              |
| Italie (FIMI)                  | 30              |
| Norvège (VG-lista)             | 24              |
| Pays-Bas (Mega Album Top 100)  | 13              |
| Portugal (AFP)                 | 8               |
| Royaume-Uni (UK Albums Chart)  | 2               |
| Suède (Sverigetopplistan)      | 9               |
| Suisse (Schweizer Hitparade)   | 1               |

## Certifications
| Pays              | Certification | Unités certifiées |
| ----------------- | ------------- | ----------------- |
| Royaume-Uni (BPI) | Argent        | 60 000            |